# 하오자푸역
하오자푸역(중국어: 郝家府站은 중국 베이징시 퉁저우구 루위안 가도 윈허 동대가(雲河東街)와 린징루(臨镜路)에 위치한 베이징 지하철 6호선의 지하철역으로 2014년 12월 28일 6호선 2단계 개통과 함께 개장되었다.

## 위치
하오자푸 역은 베이징시부중심행정지구, 베이윈허 동안(东岸), 둥리우후안(남북 방향)과 윈허 동대가(동서 방향)가 만나는 지점 동쪽, 베이징시부중심행정지구 서쪽으로 배치되어 있다. 원래 하오자푸 마을은 명나라 때 하오(郝)씨 성을 가진 환관(宦官)이 베이윈허 변두리에 지은 저택에서 유래하였다.

## 역 구조

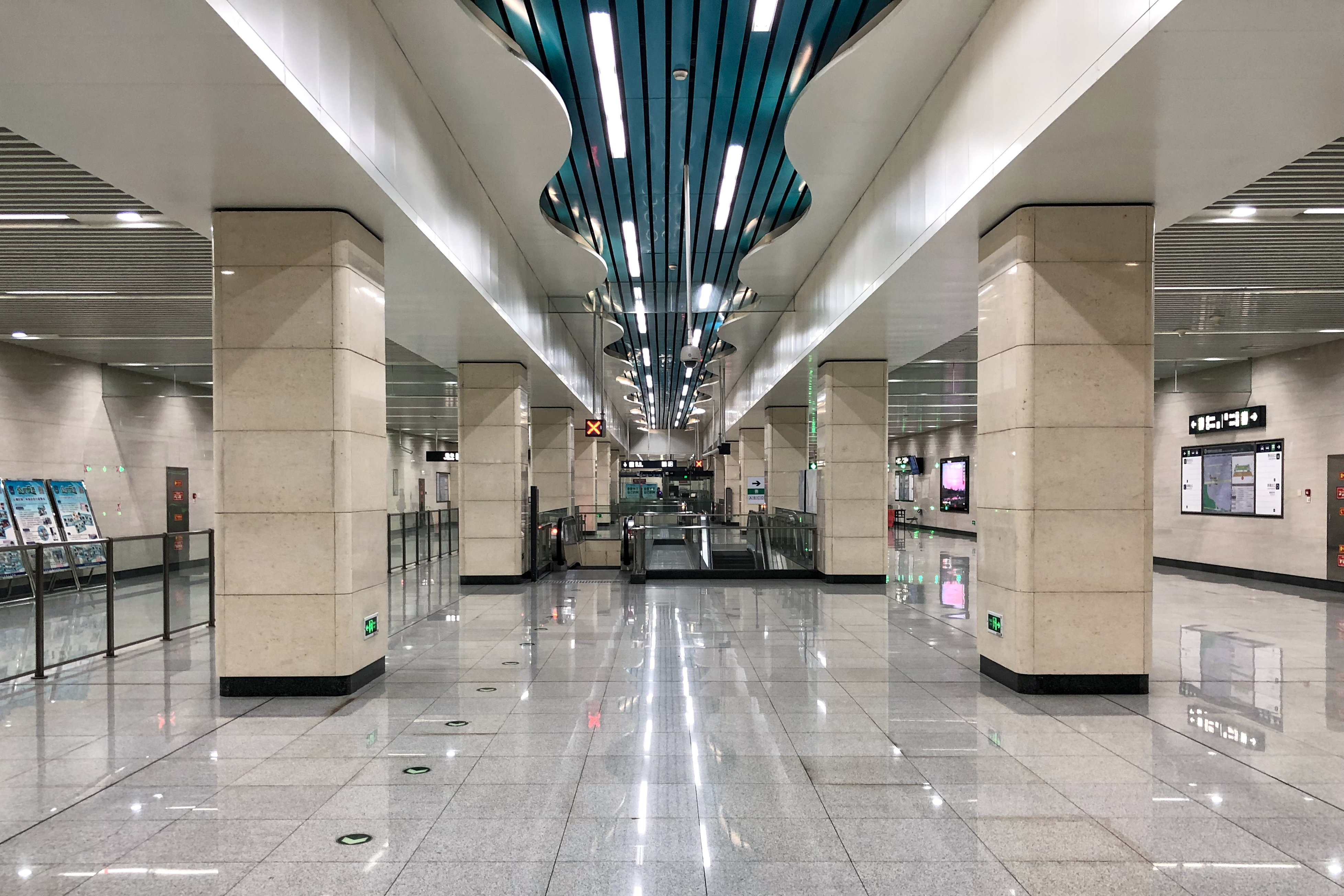
대합실(2019년 1월)

### 층별 구조
하오자푸 역은 지하 2층 역으로 섬식 승강장 설계되었고, 굴착 방식으로 시공되었다.
| 지면층          | 가도                            | A—D출구                            |
| 지하 1층 대합실 | 대합실                          | 고객 센터, 자동발매기, 개집표기    |
| 지하 2층 승강장 | ←                               | ■ 6호선 진안차오 방면 (베이윈허둥) |
| 지하 2층 승강장 | 섬식 승강장, 왼쪽 출입문이 열림 |                                    |
| 지하 2층 승강장 | →                               | ■ 6호선 루청 방면 (둥샤위안)       |

### 정거장 예술
하오자푸(郝家府)역 승강장 상단에는 장강을 상징하는 청록색 띠가 장식되어 있다. 역 로비에는 이림탁·전노·이청이 그린 벽화 「물빛 거위의 그림자」가 설치되어 있다.

### 출구
|                         |                                         |           |  |
| 출구                    | 지시                                    | 출구 인근 |  |
| 出口 · A                | 융취 동로(拥翠东路)                     |           |  |
| 出口 · B                | 윈허 동대가(运河东大街), 린징루(临镜路) |           |  |
| 出口 · C                | 윈허 동대가(运河东大街), 린징루(临镜路) |           |  |
| 出口 · D                | 윈허 동대가(运河东大街)                 |           |  |
| 아이콘 설명: 엘리베이터 |                                         |           |  |